# Ctenichneumon coelestis
Ctenichneumon coelestis är en stekelart som beskrevs av Heinrich 1965. Ctenichneumon coelestis ingår i släktet Ctenichneumon och familjen brokparasitsteklar. Inga underarter finns listade i Catalogue of Life.